# Vizi capitali

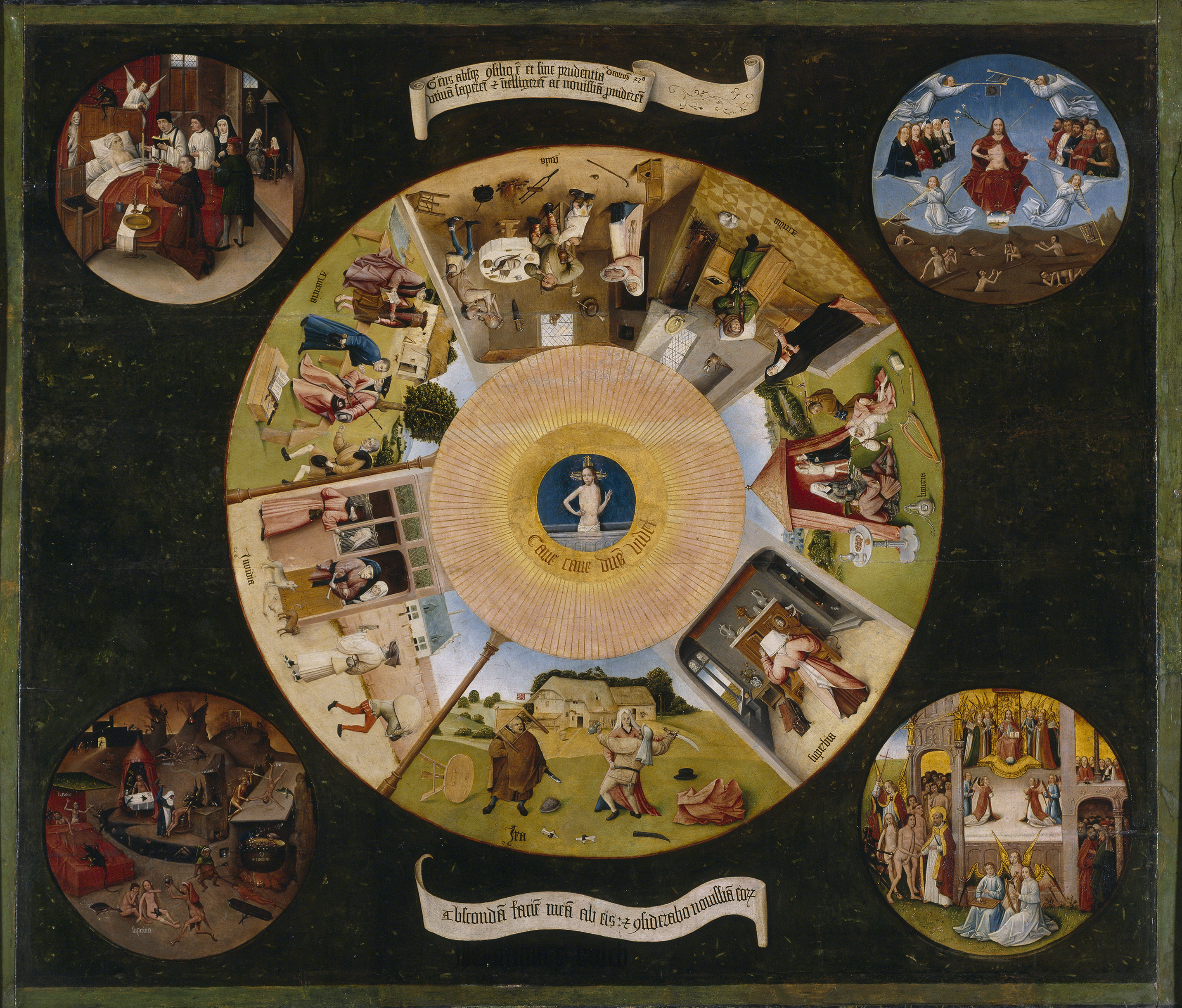
Sette peccati capitali di Hieronymus Bosch, Museo del Prado, Madrid

I sette vizi capitali, noti anche come peccati capitali, sono un raggruppamento e una classificazione dei vizi nell'ambito degli insegnamenti cristiani. Sebbene non siano direttamente menzionati nella Bibbia, esistono dei paralleli con le sette cose che Dio detesta nel Libro dei Proverbi. I comportamenti o le abitudini sono classificati in questa categoria se danno direttamente origine ad altre immoralità.
Secondo l'elenco standard, i sette vizi capitali sono la superbia, l'avarizia, l'ira, l'invidia, la lussuria, la gola e l'accidia e possono essere catalogati in parallelo alle virtù alle quali si oppongono, cioè le tre virtù teologali e le quattro virtù cardinali.
Questi vizi (dal latino vĭtĭum, mancanza, difetto, ma anche abitudine deviata, storta, fuori dal retto sentiero) distruggerebbero l'anima umana, contrapponendosi alle virtù, che invece ne promuovono la crescita. Sono ritenuti "capitali" poiché più gravi, principali, riguardanti la profondità della natura umana. Impropriamente chiamati "peccati", nella morale filosofica e cristiana i vizi sarebbero in realtà causa del peccato, che ne è invece il suo relativo effetto.
La classificazione dei vizi capitali ebbe origine con i Padri del deserto, in particolare con Evagrio Pontico. L'allievo di Evagrio, Giovanni Cassiano, con il suo libro Le istituzioni cenobitiche, portò la classificazione in Europa, dove divenne fondamentale per le pratiche confessionali cattoliche, come documentato nei manuali penitenziali e in opere letterarie come "Il racconto del parroco" da I racconti di Canterbury di Geoffrey Chaucer e il Purgatorio di Dante Alighieri, in cui i penitenti del Purgatorio sono raggruppati e penitenziati in sette cornici in base al loro peccato peggiore. L'insegnamento della Chiesa si concentrava in particolare sull'orgoglio, ritenuto la radice di tutti i peccati in quanto allontana l'anima da Dio, e sull'avidità o cupidigia.
I sette peccati capitali sono discussi nei trattati e raffigurati nei dipinti e nelle decorazioni scultoree delle chiese cattoliche, nonché nei libri di testo più antichi. I sette peccati capitali, insieme ai peccati contro lo Spirito Santo e ai peccati che gridano vendetta al Cielo, sono insegnati soprattutto nelle tradizioni cristiane occidentali come cose da deplorare.

## Storia
Una descrizione dei vizi capitali comparve già in Aristotele, che li definì gli "abiti del male". Al pari delle virtù, i vizi deriverebbero infatti dalla ripetizione di azioni, che formano nel soggetto che le compie una sorta di "abito" che lo inclina in una certa direzione o abitudine. Ma essendo vizi, e non virtù, tali abitudini non promuovono la crescita interiore, nobile e spirituale, ma al contrario la distruggono.
L'elenco dei vizi fu quindi analizzato dal primo Cristianesimo ad opera dei primi monaci, tra cui Evagrio Pontico e Giovanni Cassiano. A Evagrio si deve la prima classificazione dei vizi capitali, e dei mezzi per combatterli. In particolare, egli individuò otto "spiriti o demoni o pensieri malvagi" (logismoi): gola, lussuria, avarizia, ira, tristezza, accidia, vanagloria e superbia. Nell'Antirrhetikos suggerisce un passo biblico per contrastare ogni demone di uno degli 8 vizi e la sua opera.
La tristezza appare come vizio a sé, successivamente accorpata da Gregorio Magno come già effetto dell'accidia o dell'invidia; stessa cosa accadde per la vanagloria, accorpata successivamente nell'unico vizio della superbia. Gli altri vizi sono gli stessi giunti a noi (ira, lussuria, avarizia, gola), mentre l'invidia venne aggiunta successivamente.
Nell'Età dei lumi la differenza tra vizi e virtù perse importanza, poiché anche i vizi, come le virtù, concorrerebbero allo sviluppo materiale (industriale, commerciale ed economico) della società. Dopo il periodo illuminista, i vizi compaiono ancora in alcune opere di Kant, che vede nel vizio un'espressione della tipologia umana o di una parte del carattere. Dall'Antropologia pragmatica di Kant, nell'Ottocento sono stati scritti grandi trattati, fino a diventare un argomento molto interessante e vasto tra filosofia morale, psicologia umana e teologia.

### Nel Giudaismo
Il Testamento di Ruben contiene una classificazione simile degli 8 spiriti dell'errore. Il Rotolo della Regola di Qumran la amplia. Lo Gnosticismo ritiene che l'anima, prima di unirsi al corpo, debba attraversare ognuno dei 7 pianeti retti da altrettanti spiriti ribelli a Dio. Lo Spirito incontra altrettanti vizi e si riveste di un corpo astrale che gli impedisce di ricordare la sua origine e di giungere alla Gnosi.

## I vizi capitali nella dottrina cattolica
Riassunti con l'acronimo saligia, i vizi capitali sono:
- superbia: radicata convinzione della propria superiorità, reale o presunta, che si traduce in atteggiamento di altezzoso distacco o anche di ostentato disprezzo verso gli altri, nonché di disprezzo di norme, leggi, rispetto altrui;
- avarizia: derivante più precisamente dall'etimologia latina avaritia, collegata all'avidità della fame:[13] cupidigia, avidità, costante senso di insoddisfazione per ciò che si ha già e bisogno sfrenato di ottenere sempre di più;
- lussuria: incontrollata sensualità, irrefrenabile desiderio del piacere sessuale fine a se stesso, concupiscenza, carnalità, divinizzazione del sesso sempre maggiore, che può andare dalla fornicazione sino all'adulterio, e agli atti più estremi e perversi;
- invidia: in relazione a un bene o una qualità posseduta da un altro, si prova dispiacere e astio per non avere noi quel bene e a volte un risentimento tale da desiderare il male di colui che ha quel bene o qualità;
- gola: nel suo senso concreto è l’abbandonarsi ai piaceri della tavola, l'irrefrenabile bramosia di ingurgitare cibi o bevande senza fermarsi al limite della sazietà imposto dal corpo, ma proseguire nella consumazione per puro piacere e ingordigia. Nel suo senso astratto, "goloso" è chi abusa di una determinata cosa, andando al di là del limite imposto dalla natura umana.
- ira: alterazione dello stato emotivo che manifesta in modo violento un'avversione profonda e vendicativa verso qualcosa o qualcuno;
- accidia: torpore malinconico, inerzia nel vivere e nel compiere opere di bene; pigrizia, indolenza, infingardaggine, svogliatezza, abulia.

Durante il Medioevo la Chiesa aveva incluso nei vizi capitali anche la tristezza, in quanto questo sentimento indicava il disprezzo per le opere che Dio aveva compiuto per gli uomini, così come la vanità o vanagloria; ciò almeno fino a Gregorio Magno, quando la tristezza fu considerata parte dell'accidia e la vanagloria fu unita al nuovo vizio della superbia.
Nella Divina Commedia di Dante Alighieri i sette vizi capitali sono puniti nell'alto Inferno (cerchi II-V) e purgati nelle sette cornici del Purgatorio; inoltre le tre fiere lonza (vv. 31-43), il leone (vv. 44-48) e la lupa (vv. 49-60), incontrate da Dante nella selva oscura all'inizio della sua avventura (canto I) sono raffigurazioni di altrettanti vizi che ostacolavano il poeta nel cammino verso la salvezza.

## I vizi capitali nei media

### Arte
- Sette peccati capitali è un celebre dipinto del pittore fiammingo Hieronymus Bosch, realizzato nel 1500-1525 e conservato al Museo del Prado di Madrid.
- La pittrice Adriana Bisi Fabbri (1881-1918) ha realizzato nel 1914 un olio su tela denominato  sette peccati capitali.[17]
- Nella parte bassa delle due pareti laterali della Cappella degli Scrovegni a Padova, Giotto ha disegnato le allegorie dei sette vizi capitali (Stultitia, Inconstantia, Ira, Iniusticia, Infidelitas, Invidia, Desperatio) contrapposte alle relative virtù (Prudencia, Fortitudo, Temperantia, Iusticia, Fides, Karitas, Spes). Di queste immagini parla anche Proust nel primo volume de Alla ricerca del tempo perduto.
- L'arte medievale utilizzò vari moduli per illustrare i sette vizi capitali.[18] Ad esempio si avvalse di immagini in clipei, scudi rotondi, simili a unità circoscritte da coordinare in sequenza, come accade nello zoccolo centrale della Cattedrale di Notre-Dame di Parigi dove i vizi sono descritti con scene delittuose, non con figure allegoriche. Un altro schema fu quello dell'albero, inaugurato già dall'arte del XII secolo: si aveva, così, la possibilità di contrapporre l'albero della conoscenza del bene e del male, alla cui ombra si era consumato il peccato dell'Eden, con l'albero della croce, il primo colmo di medaglioni che denunciavano i vizi, il secondo fiorito con le virtù. Un ulteriore motivo fu quello della scala, accolto spesso nelle miniature: la scala del Paradiso ha gradini custoditi dalle virtù e quella che conduce all'Inferno ripropone la successione dei vizi. Altre volte si preferivano geometrie ora circolari ora rettangolari con le raffigurazioni dei doni dello Spirito opposti ai peccati capitali. Particolarmente efficace era il modello della cavalcata, diffuso soprattutto nella regione alpina e della Francia sudoccidentale. In questa tipologia iconografica, incatenati l'uno all'altro, i vizi avanzavano verso la voragine spalancata dell'Inferno.[19]
- I portali di ingresso del penitenziario di Les Baumettes a Marsiglia esibiscono rappresentazioni scultoree allegoriche dei sette peccati in stile art nouveau, realizzate con la costruzione dello stabilimento negli anni '30 del Novecento.

### Musica
- Il compositore Kurt Weill ha composto un "balletto cantato" per coro, solista e orchestra, su testo di Brecht, intitolato I sette peccati capitali.
- La metal band tedesca Rage ha dedicato una canzone di critica ai sette peccati capitali dal titolo Seven Deadly Sins. Anche i Libertines e i Flogging Molly hanno composto una canzone sui sette vizi capitali, intitolata anch'essa Seven Deadly Sins.
- Il cantautore italiano Enrico Ruggeri ha incluso una suite di sette brevi canzoni, ciascuna intitolata a un vizio capitale, nel suo album L'uomo che vola.
- La band scozzese Simple Minds ha composto una canzone sui sette vizi capitali, intitolata 7 Deadly Sins, pubblicata nel loro album Good News from the Next World.
- L'artista di musica elettronica deadmau5 ha pubblicato su SoundCloud e YouTube una raccolta di brani intitolata "7" contenente sette brani, uno per ogni vizio: "Acedia" (accidia), "Avaritia" (avarizia), "Gula" (gola), "Invidia" (invidia), "Ira" (ira), "Luxuria" (lussuria), "Superbia" (superbia).
- La band statunitense Buckcherry nell'album "Confessions" ha fatto sette canzoni con il nome dei sette vizi capitali, "Gluttony", "Wrath", "Greed", "Sloth", "Pride", "Envy", "Lust" (rispettivamente la 1, 2, 5, 9, 10, 11, 12). E la traccia 7, "Seven Ways To Die", chiaro riferimento a vizi capitali.
- In una strofa del singolo Più di te pubblicato nel 2010, della band valdostana de i Dari, vengono elencati i sette peccati capitali.
- C'è una saga, composta da Mothy e cantata dai Vocaloid, intitolata "Nanatsu no Taizai" (七つの大罪) ovvero "I sette peccati capitali". Al suo interno troviamo:
  1. Daughter of Evil - Rin Kagamine, rappresentante la Superbia
  2. Judgement of Corruption - KAITO, rappresentante l'Avarizia
  3. Madness of Duke Venomania - Gakupo Kamui, rappresentante la Lussuria
  4. The tailor shop on Enbizaka - Luka Megurine, rappresentante l'Invidia
  5. Evil food Eater Conchita - MEIKO, rappresentante la Gola
  6. The Muzzle of Nemesis - GUMI, rappresentante l'Ira
  7. The gift from the princess who brought sleep - Miku Hatsune, rappresentante l'Accidia
- Nel 2015 il rapper Caneda ha pubblicato il singolo Seven, il cui testo affronta la tematica dei sette vizi capitali.[20]
- Il gruppo musicale Death metal Origin ha pubblicato, nell'album Entity, una traccia intitolata Saligia incentrata sulla tematica dei vizi capitali.[21]
- Il Cantautore italiano SlimJamy ha pubblicato un EP di 7 tracce dedicate ai sette peccati capitali dal titolo Deadly Sins, i titoli delle tracce sono: 1) IRA - L'Ira 2) Grida - La Superbia 3) Alchimia - L'Avarizia 4) Echo - L'Accidia 5) Stranger - L'Invidia 6) MaryJane - La Lussuria 7) Rockstar - La Gola Musica Per Bambini ha dedicato un album ai vizi capitali chiamato "Dio contro Diavolo"

### Cinema e televisione
- I sette peccati capitali è una serie di sette film muti del 1919 con Francesca Bertini.
- In Metropolis i sette peccati capitali sono rappresentati all'interno della cattedrale.
- I sette peccati è un film del 1942 diretto da Ladislao Kish.
- I sette peccati capitali (Les sept péchés capitaux) è un film ad episodi del 1952 diretto da vari registi: Jean Dréville, Yves Allégret, Carlo Rim, Claude Autant-Lara, Roberto Rossellini, Georges Lacombe e Eduardo De Filippo.
- I sette peccati capitali (Les sept péchés capitaux) è un film ad episodi del 1962 diretto da Philippe de Broca, Claude Chabrol, Jean-Luc Godard, Sylvain Dhomme, Édouard Molinaro, Jacques Demy e Roger Vadim,
- In Seven (scritto anche Se7en), un film thriller statunitense del 1995 diretto da David Fincher con Brad Pitt, Morgan Freeman e Kevin Spacey, un serial killer commette degli omicidi ispirati ai sette vizi capitali.
- Helluva Boss, webserie animata su YouTube, scritta e diretta da Vivienne Medrano. La serie ambientata all’inferno ha tra i personaggi i vari peccati capitali, ognuno associato al proprio cerchio dell’inferno.

### Fumetti
- Nel manga e anime Tutor Hitman Reborn, i Varia incarnano ciascuno uno dei sette vizi
- Nel manga e anime Fullmetal Alchemist, gli esseri chiamati homunculus rappresentano i sette vizi capitali.
- Nel manga e anime 11eyes, i principali antagonisti, chiamati Cavalieri Neri, rappresentano sei dei sette vizi capitali, mentre il vizio capitale mancante viene rappresentato dall'antagonista finale.
- Nel manga Judge, tutti i personaggi rappresentano uno dei sette vizi capitali ciascuno.
- Nel manga The Seven Deadly Sins - Nanatsu no taizai il protagonista fa parte de I Sette Peccati Capitali, un ordine cavalleresco formato da sette persone, ognuna associata ad un vizio.
- Nel fumetto Sette Missionari i sette monaci protagonisti impersonano ciascuno un vizio capitale.
- Nel manga e anime Code: Breaker il protagonista impara progressivamente a controllare sette fiamme demoniache, ognuna delle quali incenerisce uno dei vizi capitali.
- Nella Light Novel Re:Zero il culto della strega invidiosa Satella vede come massimi esponenti sei sacerdoti che con la strega stessa raffigurano i sette peccati capitali.
- Nel manga Trinity Seven, il protagonista studia presso un'accademia di magia dove ci sono 7 ragazze che sono connesse agli archivi dei peccati capitali e che sanno padroneggiare il relativo tipo di magia.
- Nel manga e nell'anime Servamp, i sette peccati capitali sono rappresentati dai 7 servi vampiri.
- In Dylan Dog Albo Speciale con il titolo Sette Anime Dannate

### Letteratura
- Dante Alighieri suddivide la prima cantica della Divina Commedia, l'Inferno, in cerchi dedicati ciascuno ad un differente vizio capitale nei quali vengono puniti secondo la regola del contrappasso coloro che in vita vi si dedicarono, peccando.
- I sette peccati capitali è un romanzo d'appendice del francese Eugène Sue.
- Nella sound novel Umineko no naku koro ni le Sette Sorelle del Purgatorio rappresentano i sette vizi capitali.
- La scrittrice Tamara Deroma ha pubblicato un romanzo diviso su due libri "I 7 Demoni Reggenti" e "Il Portale Oscuro", più un terzo romanzo "Il Salvatore" di genere horror-fantasy che hanno per protagonisti i Sette Demoni Reggenti dei peccati capitali.

### Videogiochi
- In Overlord, ogni boss da sconfiggere rappresenta un vizio capitale.
- In Dante's Inferno, Dante, nelle vesti di crociato, percorre il suo viaggio attraverso i 9 cerchi dell'Inferno (ognuno dei quali è associato al rispettivo peccato capitale).
- In Crisis Core: Final Fantasy VII, il boss Angeal Punizione possiede un set di attacchi ispirato ai sette vizi capitali.
- In The Binding of Isaac, vi sono due miniboss per ogni peccato capitale.
- In Saints Row: Gat Out of Hell, si può ottenere un'arma demoniaca per ogni vizio capitale.
- In Devil May Cry 3: Dante's Awakening, vi è un nemico per ogni vizio capitale.
- In Kingdom Hearts χ, i maestri del keyblade prendono i loro nomi dai vizi capitali.
- In Darksiders III, il cavaliere dell'Apocalisse Furia deve sconfiggere le incarnazioni dei vizi capitali.
- Nel videogioco fanmade (Mario) The Music Box ~ARC~, nella Insane Route, prima di affrontare il boss finale bisogna superare i sette vizi capitali compiendoli e dimostrando di essere peccatori.
- In Dead Rising 3, il protagonista dovrà affrontare 7 boss che rappresentano i sette vizi capitali.
- in Far Cry 5, John Seed tatua sul petto dei peccatori uno dei 7 peccati capitali, che saranno successivamente strappati dalla pelle del peccatore. In particolare tatua sulla pelle del protagonista la scritta "IRA".
- In Hitman 3, è presente un DLC composto da 7 episodi, ciascuno rappresentante un vizio capitale.
- In Battlefield 1, sono presenti delle medagliette sbloccabili che portano il nome di un vizio capitale, oltre ad avere ognuna un'immagine riferita al particolare vizio.